# Abdurauf Bo'riyev
Abdurauf Bo'riyev (Tashkent, 20 luglio 2002) è un calciatore uzbeko, di ruolo centrocampista.

## Carriera

### Club
Ha giocato nella prima divisione uzbeka.